# Amy Cashin
Amy Cashin (* 28. Juli 1994 in Melbourne) ist eine australische Leichtathletin, die sich auf den Hindernislauf spezialisiert hat. 2024 wurde sie in Suva Ozeanienmeisterin über 3000 m Hindernis.

## Sportliche Laufbahn
Erste internationale Erfahrungen sammelte Amy Cashin bei den Crosslauf-Weltmeisterschaften 2013 in Bydgoszcz, bei denen sie nach 20:48 min den 50. Platz im U20-Rennen belegte. Im Herbst begann sie ein Studium an der West Virginia University in Morgantown und schloss dieses 2018 ab. 2021 qualifizierte sie sich über 3000 m Hindernis für die Olympischen Sommerspiele in Tokio und schied dort mit 9:34,67 min in der Vorrunde aus. Im Jahr darauf siegte sie in 9:31,28 min beim USATF Distance Classic und anschließend schied sie bei den Weltmeisterschaften in Eugene mit 9:21,46 min im Vorlauf aus, ehe sie bei den Commonwealth Games in Birmingham in 9:35,63 min den fünften Platz belegte. 2023 verpasste sie bei den Weltmeisterschaften in Budapest mit 9:31,07 min den Finaleinzug. Im Jahr darauf siegte sie in 9:41,54 min bei den Ozeanienmeisterschaften in Suva, ehe sie bei den Olympischen Sommerspielen in Paris mit 9:32,93 min nicht über den Vorlauf hinauskam.
In den Jahren 2022 und 2024 wurde Cashin australische Meisterin über 3000 m Hindernis.

## Persönliche Bestleistungen
- 1500 Meter: 4:15,00 min, 10. Juni 2018 in Portland
- 3000 Meter: 8:53,07 min, 4. Dezember 2021 in Boston
- 3000 m Hindernis: 9:21,46 min, 16. Juli 2022 in Eugene